# Inocybe pargasensis
Inocybe pargasensis är en svampart som tillhör divisionen basidiesvampar, och som beskrevs av Vauras. Inocybe pargasensis ingår i släktet Inocybe, och familjen Crepidotaceae. Enligt den finländska rödlistan är arten starkt hotad i Finland. Arten är reproducerande i Sverige. Artens livsmiljö är torr eller mesisk örtrik skog.